# فرانسیس فورد (هنرپیشه)
فرانسیس فورد (انگلیسی: Francis Ford؛ ‏ ۱۴ اوت ۱۸۸۱ – ۵ سپتامبر ۱۹۵۳) بازیگر، کارگردان و فیلم‌نامه‌نویس اهل ایالات متحده آمریکا بود که بین سال‌های ۱۹۰۹ تا ۱۹۵۳ میلادی فعالیت می‌کرد. او برادر بزرگتر جان فورد بود.
از فیلم‌ها یا برنامه‌های تلویزیونی که وی در آن نقش داشته‌است، می‌توان به راه بازگشت، دلیجان، دیوانگان رقص، فرانکشتاین، دژ آپاچی، در شیکاگوی قدیم، او یک روبان زرد بست، طبل‌ها در امتداد موهاک اشاره کرد.

## رابطه با جان فورد
برادر کوچکتر فورد، جان ام. فینی، با نام مستعار "بول"، یک تکل دفاعی و دفاعی موفق در تیم فوتبال قهرمانی ایالت پورتلند بود . در سال 1914، "بول" به دنبال فرانسیس به هالیوود رفت، نام خود را به جان فورد تغییر داد و در نهایت از شهرت قابل توجه برادر بزرگترش پیشی گرفت.